# Ted Cruz

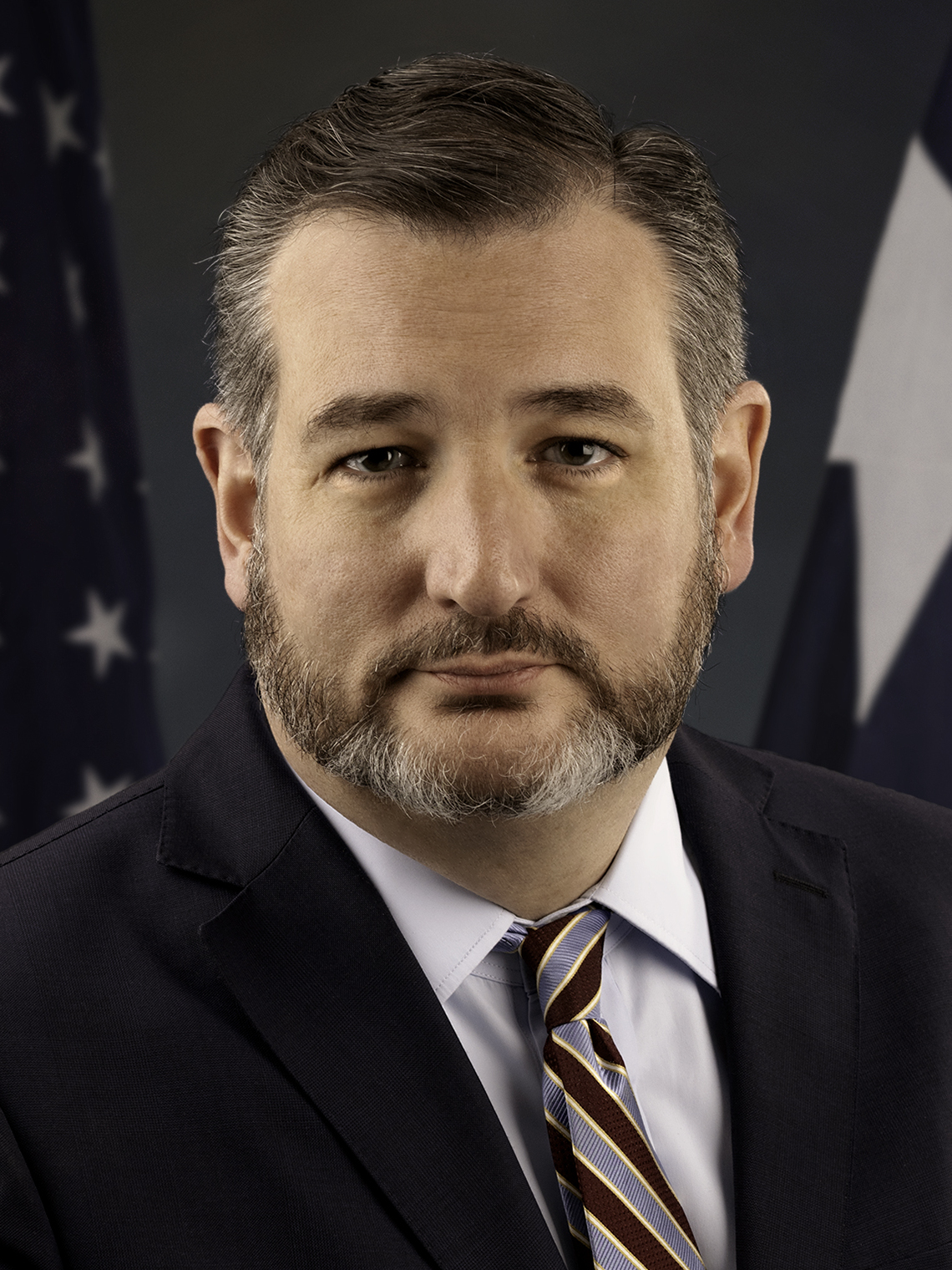
Ted Cruz (2019)

Rafael Edward „Ted“ Cruz (* 22. Dezember 1970 in Calgary, Alberta, Kanada) ist ein US-amerikanischer Politiker der Republikanischen Partei. Seit 2013 gehört Cruz dem Senat der Vereinigten Staaten für den Bundesstaat Texas an. Für die Präsidentschaftswahl 2016 bewarb er sich um die Nominierung seiner Partei.

## Leben

### Jugend, Studium und berufliche Laufbahn
Ted Cruz wurde als Sohn eines Exilkubaners und einer US-Bürgerin geboren. Sein Vater war politischer Gefangener unter Fulgencio Batista und floh 1957 in die Vereinigten Staaten, wo er sich in Texas niederließ. Cruz’ Eltern hatten in Kanada ein kleines Unternehmen gegründet, das sich auf reflexionsseismische Messungen für die Erkundung von Erdöllagerstätten spezialisiert hatte. Als Ted Cruz drei Jahre alt war, trennten sich seine Eltern. Bald darauf kehrten sie in die Vereinigten Staaten zurück und ließen sich jeweils in Houston, Texas nieder. Sein ursprünglich katholischer Vater wurde 1975 ein born-again Christian, war als Wanderprediger aktiv, ist heute Pfarrer an einer Baptistenkirche in Dallas und unterstützte 2016 die Präsidentschaftskandidatur seines Sohns. Auch Cruz gehört den Southern Baptists an.
Cruz besuchte die Faith West Academy in Katy, Texas, sowie die Second Baptist High School in Houston. Nach seinem Abschluss an letzterer studierte er an der Woodrow Wilson School of Public and International Affairs der Princeton University, wo er 1992 einen Bachelor of Arts cum laude erhielt. Anschließend studierte er an der Law School der Harvard University und erhielt dort 1995 seinen Juris Doctor magna cum laude. Während seines Studiums dort war Cruz einer der Herausgeber des Harvard Law Review.
Nach dem Studium arbeitete er als juristischer Assistent (law clerk) 1995 für Bundesrichter J. Michael Luttig und 1996 für den Obersten Richter am Supreme Court, William H. Rehnquist. Später arbeitete er als Rechtsanwalt. Zum Zeitpunkt seiner Wahl in den Senat der Vereinigten Staaten 2012 war er Partner in der Anwaltskanzlei Morgan, Lewis & Bockius in Houston.
Von 2001 bis 2003 war Cruz Direktor des Office of Policy Planning der Federal Trade Commission. Von 2003 bis 2008 war er Generalstaatsanwalt (Solicitor General) für Texas. Als solcher war er der erste hispanicstämmige Generalstaatsanwalt von Texas sowie zum Zeitpunkt seiner Ernennung der jüngste Generalstaatsanwalt in einem US-Bundesstaat. In dieser Funktion erwirkte er im Fall Medellín v. Texas das Recht auf die Hinrichtung eines zum Tode Verurteilten mexikanischen Staatsbürgers auch gegen einen Urteilsspruch des Internationalen Gerichtshofs. Des Weiteren war er von 2004 bis 2009 Adjunct Professor an der Law School der University of Texas.

### Senator für Texas

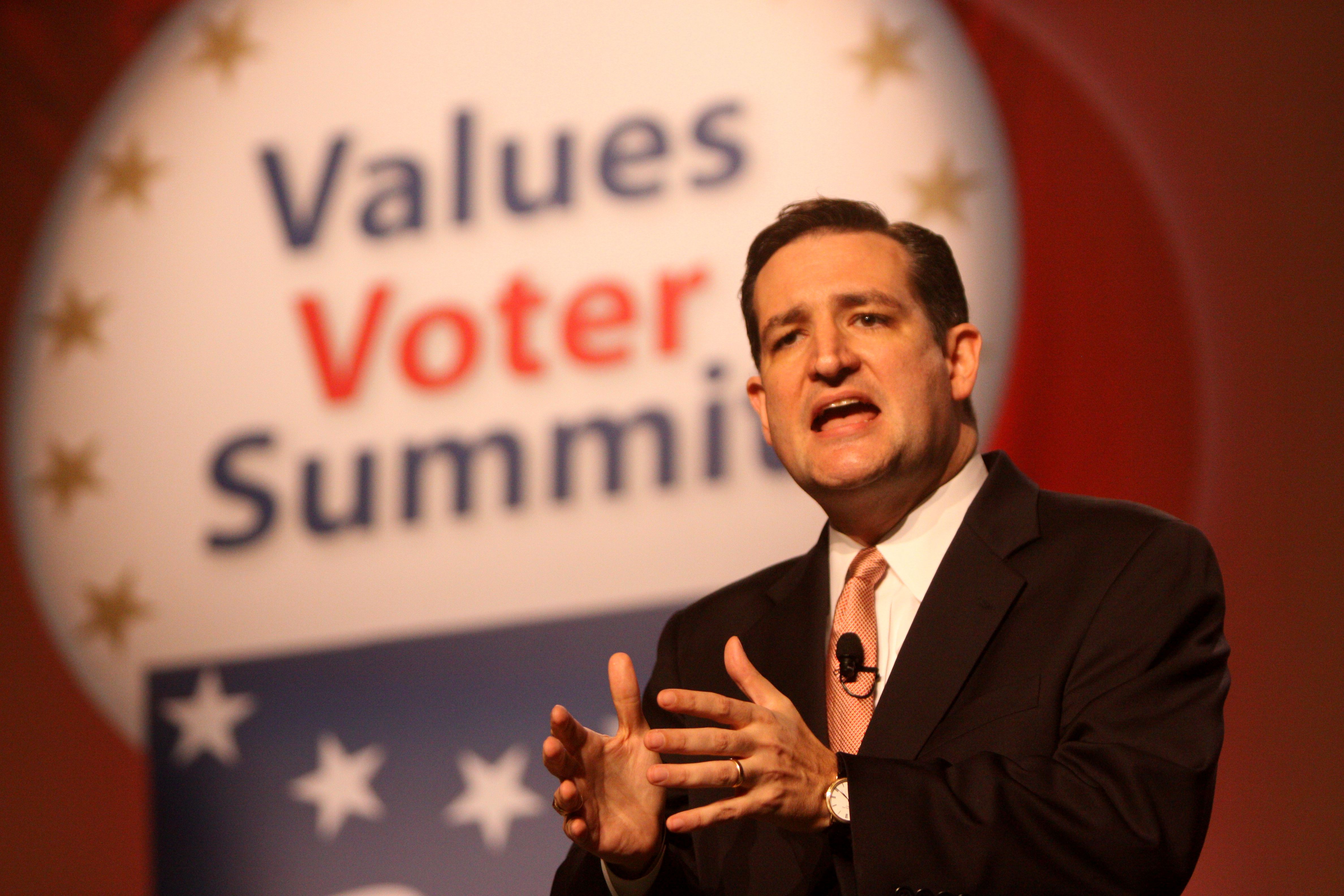
Cruz auf dem Values Voters Summit im Oktober 2011

Cruz steht der Tea-Party-Bewegung nahe und wurde von ihr bei der Senatswahl 2012 unterstützt. Nachdem die bisherige republikanische Senatorin Kay Bailey Hutchison im Januar 2011 bekanntgegeben hatte, auf eine Wiederwahl zu verzichten, erklärte Cruz seine Kandidatur. Dabei setzte er sich in der parteiinternen Vorwahl gegen den texanischen Vizegouverneur David Dewhurst durch und siegte bei der Senatswahl am 6. November 2012 gegen den demokratischen Herausforderer Paul Sadler mit 56,6 Prozent. Er ist der erste Hispanic, der den Bundesstaat Texas im Senat der Vereinigten Staaten vertritt.
Im Frühjahr 2013 erfuhr er durch Zeitungsrecherchen, dass er entgegen der Annahme seiner Eltern durch seine Geburt in Kanada neben der amerikanischen auch die Staatsbürgerschaft Kanadas besaß. Auf diese verzichtete er, da er der Meinung war: „Nothing against Canada, but I’m an American by birth and as a U.S. senator, I believe I should be only an American“ – „Nichts gegen Kanada, aber ich bin Amerikaner von Geburt, und als US-Senator glaube ich, ich sollte nur Amerikaner sein“. Sein Verzicht auf die kanadische Staatsbürgerschaft wurde im Mai 2014 rechtskräftig.
Bei der Senatswahl 2018 trat der Demokrat Beto O’Rourke gegen Cruz an. Cruz galt als Favorit im strukturell republikanisch dominierten Texas und gewann die Wahl mit 50,9 zu 48,3 Prozent der Stimmen.

### US-Präsidentschaftskandidatur 2016

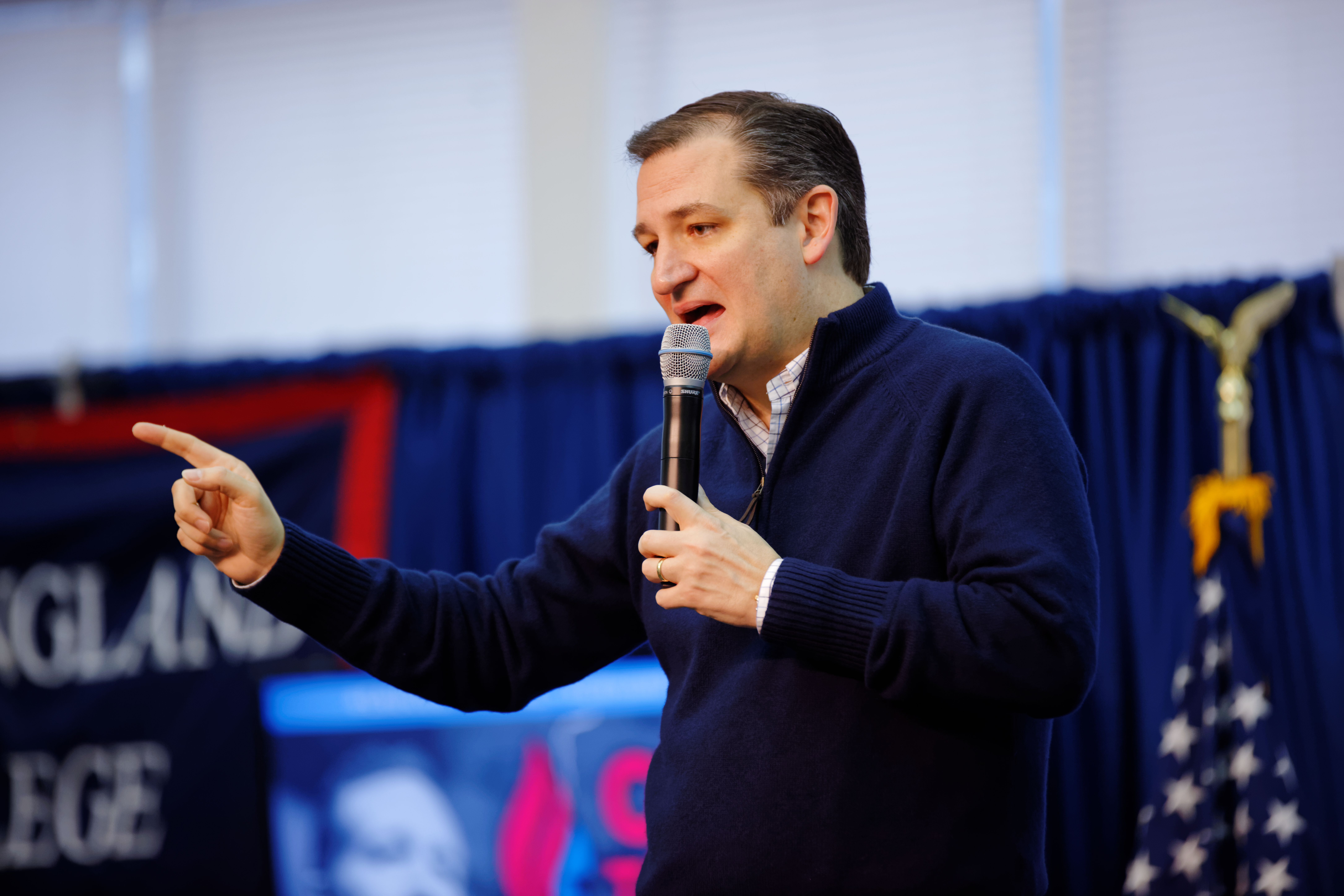
Cruz während einer Wahlkampf-Veranstaltung im Februar 2016

Am 23. März 2015 gab Ted Cruz bekannt, dass er für die Präsidentschaftswahl in den Vereinigten Staaten 2016 als Kandidat der Republikaner antreten wolle. Nach George W. Romney, der 1968 Richard Nixon den Vortritt als republikanischer Bewerber für das Präsidentenamt ließ, ist er erst der zweite Kandidat für die Präsidentschaft, der eindeutig außerhalb der USA geboren wurde. Eines der Erfordernisse für die Wählbarkeit zum Präsidenten ist die Eigenschaft, ein natural born citizen (geborener Staatsbürger) zu sein. Dies legen sogenannte birthers so aus, dass der Kandidat in den USA geboren sein muss. Dagegen reicht es nach herrschender Meinung, durch die Staatsangehörigkeit der Mutter von Geburt an US-Bürger zu sein. Da bisher keine Entscheidung des Obersten Gerichtshofes in dieser Sache vorliegt, bleibt eine gewisse Unsicherheit.
Seit November 2015 stiegen die Umfragewerte für Cruz um die republikanische Spitzenkandidatur stetig an. Als ein Grund galten Zustimmungsverluste von Ben Carson aus dem rechtskonservativen Lager der Partei. Cruz nutzte eine an der Parteibasis stark verbreitete Grundstimmung gegen die Parteiführung, die er verächtlich als „Washingtoner Establishment“ kritisierte, die nur „big government“, also mehr Zentralgewalt wolle. Bei den ersten Caucus-Vorwahlen in Iowa am 1. Februar 2016 siegte er überraschend mit 27,7 % vor dem in Umfragen zuvor führenden Immobilienmilliardär Donald Trump, der mit 24,3 % Zweiter wurde, und dem als „moderater Konservativer“ geltenden Senator aus Florida, Marco Rubio, der mit 23,1 % den dritten Platz belegte. Im Gegensatz zu den meisten anderen Kandidaten äußerte sich der texanische Senator positiv zu Trumps sehr umstrittenen
Forderungen nach Abschiebung aller illegalen Einwanderer. Wie der Milliardär forderte Cruz, den Bau der Befestigungsanlagen an der Grenze zu Mexiko voranzutreiben.
Am 31. Januar 2016 kündigte die Sprecherin der konservativen Graswurzelbewegung Tea Party Patriots Citizens Fund, Jenny Beth Martin, an, dass ihre Organisation die Kandidatur von Ted Cruz zum Präsidenten der USA unterstütze („We seek a candidate who shares our values: personal freedom, economic freedom, and a debt-free future. […] On behalf of Tea Party Patriots Citizens Fund and our supporters, I am proud to announce our endorsement for President of the United States: Senator Ted Cruz!“).
Bis zum April 2016 konnte sich Cruz in elf Bundesstaaten durchsetzen. Er erhielt nach Donald Trump die zweitmeisten Stimmen. Dieser verbuchte bis dahin in 22 Staaten Siege. Nach der Vorwahl in New York am 19. April, bei der Cruz nur den dritten Platz nach Trump und John Kasich belegte, baute der Milliardär den Vorsprung an Delegierten so weit aus, dass nur noch er die absolute Mehrheit der Delegierten vor dem Parteitag auf sich vereinen konnte. Die Nominierung von Cruz wäre nur noch möglich gewesen, wenn auch Trump die absolute Mehrheit an Delegierten verfehlte. Dafür wäre auf dem Parteitag ein zweiter Wahlgang nötig gewesen, in dem die meisten Delegierten nicht mehr an das Vorwahlergebnis gebunden gewesen wären. Cruz hat auch unter Republikanern, die keine direkten Unterstützer Donald Trumps sind, wenig Befürworter – jedoch zahlreiche prominente Gegner. So sprachen sich der ehemalige Speaker des Repräsentantenhauses John Boehner, Ex-Präsidentschaftskandidat John McCain, Senator Lindsey Graham und Ex-Senator Bob Dole öffentlich deutlich gegen ihn als Präsidentschaftskandidat aus. Boehner, der 2015 auf Druck der Tea Party zurückgetreten war, nannte Cruz einen „leibhaftigen Luzifer“ („Lucifer in the flesh“).
In den ersten Monaten der Vorwahlen äußerte sich Cruz wiederholt positiv über Donald Trump und nannte diesen einen aufrechten Mann und Freund. Als dieser seine Attacken auf „Lügented“ („Lying Ted“) verschärfte und eine Verwicklung von Cruz’ Vater in die Ermordung von John F. Kennedy andeutete, wandte sich Cruz vor der entscheidenden Vorwahl in Indiana gegen Trump, den er nun einen „Schürzenjäger“ und „krankhaften Lügner“ nannte. Nach deutlichen Niederlagen gegen Trump bei Vorwahlen im Nordosten der USA und in Indiana gab Cruz am 3. Mai 2016 seine Kandidatur auf.
Auf dem Nominierungsparteitag der Republikaner hielt Cruz eine Rede und rief den Delegierten zu „Wählt im November nach eurem Gewissen!“ Dies wurde als Eklat rezipiert. Das Ende seiner Rede wurde daraufhin von Buh-Rufen überschattet. Cruz nannte auf Nachfrage die negativen Äußerungen Trumps gegen seinen Vater als Grund für seine Ablehnung.

### Nach der US-Präsidentschaftswahl 2016
Im September 2020 benannte Präsident Donald Trump Cruz als möglichen Kandidaten für ein Richteramt am Obersten Gerichtshof der Vereinigten Staaten (Supreme Court). Cruz gab jedoch an, kein Interesse an einer Nominierung zu haben.
Nach der Präsidentschaftswahl in den Vereinigten Staaten 2020 unterstützte Ted Cruz die Initiative des Republikaners Mike Kelly, die Briefwahlstimmen in Pennsylvania vom Obersten Gerichtshof für ungültig erklären zu lassen und erklärte sich bereit, die Klage persönlich vor dem Supreme Court zu vertreten. Der Oberste Gerichtshof wies die Klage am 9. Dezember ab.
Am selben Tag reichte der Generalstaatsanwalt von Texas, Ken Paxton, eine neue Klage vor dem Obersten Gerichtshof ein, die darauf abzielte, die Wahlergebnisse in Pennsylvania, Georgia, Michigan und Wisconsin für ungültig zu erklären. Auf persönlichen Wunsch von Trump erklärte Cruz sich bereit, die Klage vor dem Supreme Court zu vertreten. 18 republikanische Justizminister und 106 republikanischen Abgeordnete schlossen sich der Klage an. Die Klage wurde am 12. Dezember bei Gegenstimmen von Samuel Alito und Clarence Thomas abgewiesen.
Nach dem Sturm von militanten Trump-Anhängern auf das Kapitol in Washington am 6. Januar 2021 rückten einige US-Senatoren von ihrer Ankündigung ab, bei der Auszählung der Wahlmännerstimmung am 6. Januar 2021 das Wahlergebnis der Präsidentschaftswahl 2020 anzuzweifeln. Cruz war einer von acht US-Senatoren, die die Präsidentschaftswahl bei dieser Auszählung trotzdem noch anzweifelten. Cruz stimmte gegen die Anerkennung der Ergebnisse der Präsidentschaftswahl in Arizona und Pennsylvania, der Antrag wurde mit 93 zu 6 bzw. 92 zu 7 Stimmen von Senat abgelehnt. Im Nachlauf der Ereignisse kamen Forderungen nach seinem Rücktritt von der Demokratischen Partei in Texas, außerdem forderte sie eine Untersuchung seitens des Justizministeriums wegen Separatismus und Landesverrat. Eine Rücktrittsforderung kam auch vom Houston Chronicle.
Als Texas im Februar 2021 infolge eines starken Wintereinbruchs im Chaos versank und den Notstand ausrief, flog Ted Cruz in den Urlaub nach Mexiko.

## Politische Positionen

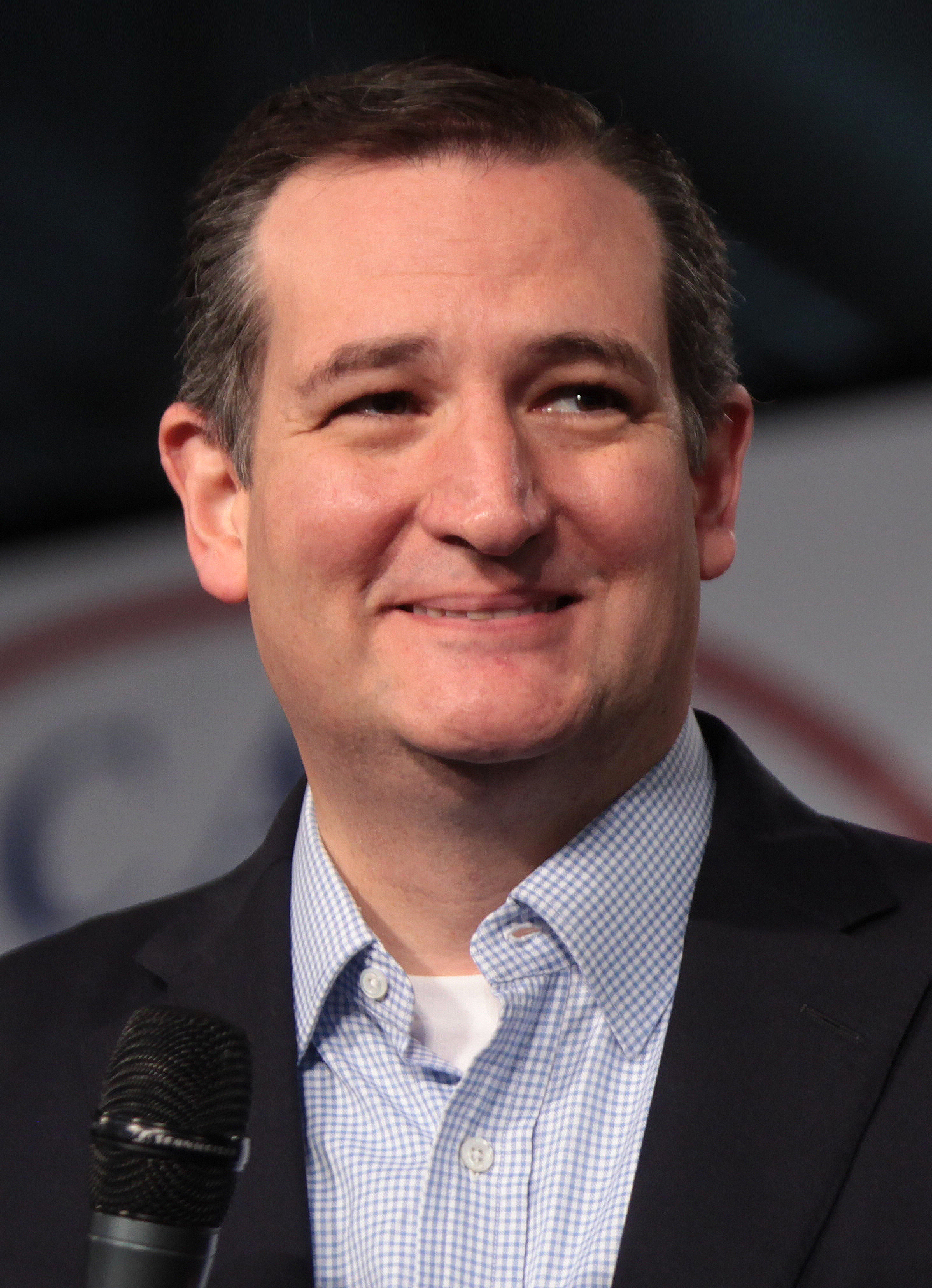
Cruz im Wahlkampf zur Präsidentschaftswahl 2016 (2015)

Cruz steht in der Außenpolitik nach eigener Aussage zwischen dem Hardliner John McCain und dem Isolationisten Rand Paul. Cruz sprach sich 2004 gegen die Ernennung John Kerrys als Außenminister aus. Er meinte 2013, dass die USA niemanden im Bürgerkrieg in Syrien unterstützen sollten. Er ist ein entschiedener Verteidiger des in der amerikanischen Verfassung garantierten Rechts auf Waffenbesitz. Cruz hat Abtreibungen abgelehnt, sofern durch die Schwangerschaft das Leben der Mutter nicht gefährdet wird. Er hat 2016 eine bundesgesetzliche Definition des Ehebegriffs befürwortet und die gleichgeschlechtliche Ehe abgelehnt. Cruz lehnt auch eine bundesstaatenübergreifende Bildungsgesetzgebung in den Vereinigten Staaten (common core) ab: Bundesstaaten sollten weiterhin ihre Bildungspolitik allein entscheiden.
In der Einwanderungspolitik hat Cruz eine mittlere Position eingenommen. Er lehnte den überparteilichen Kompromissvorschlag zur Reform der Einwanderungsgesetzgebung ab. Er hat die darin vorgesehene Vergabe der Staatsbürgerschaft an illegale Einwanderer abgelehnt und eine stärkere Bewachung der US-amerikanischen Grenze zu Mexiko gefordert. Andererseits hat er (Stand 2013) die Ausweisung illegaler Einwanderer abgelehnt, Möglichkeiten zum legalen Aufenthalt ohne Staatsbürgerschaft befürwortet und gefordert, die legale Einwanderung durch eine Erhöhung der jährlich vergebenen Green Cards zu liberalisieren.
Cruz trat 2013 für einen ausgeglichenen Haushalt ein und gegen eine Anhebung des Schuldenlimits des Staatshaushalts – auch nachdem sich der US-Senat nach einem Etatstreit im Oktober 2013 auf einen Kompromiss einigte. Am 25. September 2013 hielt er eine 21-stündige Dauerrede im Senat (Filibuster) mit dem Ziel, die Abstimmung über die von ihm abgelehnte Gesundheitsreform von Präsident Barack Obama zu verzögern. Bei der Conservative Political Action Conference im Februar 2015 erklärte Cruz, er werde, sollte er Präsident werden, die Bundessteuerbehörde ebenso abschaffen wie die allgemeine Krankenversicherung („Obamacare“). Zudem plädierte er gegen staatliche Wirtschaftssubventionen. Seiner Meinung nach brauchen Unternehmen keine staatlichen Hilfen. Er wolle auch Beihilfen für Bio-Kraftstoffe streichen. Die Befugnisse der Umweltschutzbehörden wolle er stark begrenzen.
Cruz ist Klimawandelleugner und behauptet entgegen dem wissenschaftlichen Sachstand, dass es keine wissenschaftlichen Erkenntnisse gebe, die für eine von Menschen verursachte globale Erwärmung sprechen. Dies betonte Cruz im Wahlkampf offener als andere republikanische Präsidentschaftskandidaten. Cruz erhielt die höchsten Spenden von Unternehmen der Fossil-Energiebranche. Im Jahr 2015, vor Beginn des Wahlkampfes zur Präsidentschaft im Jahre 2016, erhielt er ca. 25 Mio. US-Dollar an Spenden von Unternehmen der Fossil-Energiebranche, die ca. 57 % seiner Wahlkampfkasse ausmachten. Dies war der höchste Anteil unter allen republikanischen Präsidentschaftskandidaten. Insgesamt flossen 2015 ca. 107 Mio. US-Dollar von Energiekonzernen an Super PACs republikanischer Bewerber. Als US-Präsident Joe Biden 2021 per Dekret die Rückkehr der USA in das Pariser Klimaschutzabkommen anordnete, behauptete Cruz, Biden sei mehr an den Ansichten der Bewohner von Paris interessiert als an den Jobs der Bewohner von Pittsburgh, was aufgrund der verqueren Logik des Arguments von einigen primär als Signal an die Anhänger von Ex-Präsident Trumps interpretiert wurde. Ein sehr ähnliches Argument hatte Trump 2017 zum Austritt aus dem Abkommen angeführt.
Cruz war im Jahre 2018 Empfänger der meisten Spenden der Öl- und Gasindustrie, der PKW- und Flugzeughersteller, Luftfahrtgesellschaften, der Verbände der Entsorger, Hauseigentümer und Waffenbesitzer. Er belegte dabei Rang 2 bei den Spenden-Empfängern von Bahngesellschaften, Militärflugzeugherstellern, Stahlwerken und Pro-Israel-Verbänden.
Cruz ist (Stand 2015) ein langjähriger Unterstützer der US-amerikanischen Fracking-Industrie; er ist auch führend an den US-amerikanischen Sanktionen gegen Nord Stream 2 beteiligt, wodurch sich die Absatzchancen des aus Fracking gewonnenen amerikanischen Flüssiggases in Europa deutlich verbesserten. Die Sanktionen sind in Sektion 7503 des National Defense Authorization Act for Fiscal Year 2020 enthalten. Nach Unterzeichnung des Gesetzes im Dezember 2019 schrieb Cruz als US-Senator der Betreiberfirma Allseas der Pipelineverlegschiffe, dass das Unternehmen – sollte es so auch nur einen Tag weiter die Pipeline verlegen oder Schiffe zum Zweck der Fortführung der Verlegung verleihen oder weiterverkaufen – mit potentiell vernichtenden Sanktionen belegt werde und den leitenden Mitarbeitern die Einreise in die USA verwehrt werde.

Ein noch deutlicher formuliertes Schreiben sandte er gemeinsam mit den Senatoren Tom Cotton und Ron Johnson im August 2020 an Harm Sievers und Fridjof Ostenberg von der Mukran Port Fährhafen Sassnitz GmbH. Im Oktober 2020 forderte der grüne Bundestagsabgeordnete Jürgen Trittin, im Falle von Sanktionen gegen den Ostseehafen Sassnitz durch die USA strafrechtlich gegen Cruz zu ermitteln, Einreiseverbote für Europa zu verhängen und EU-Konten einzufrieren.

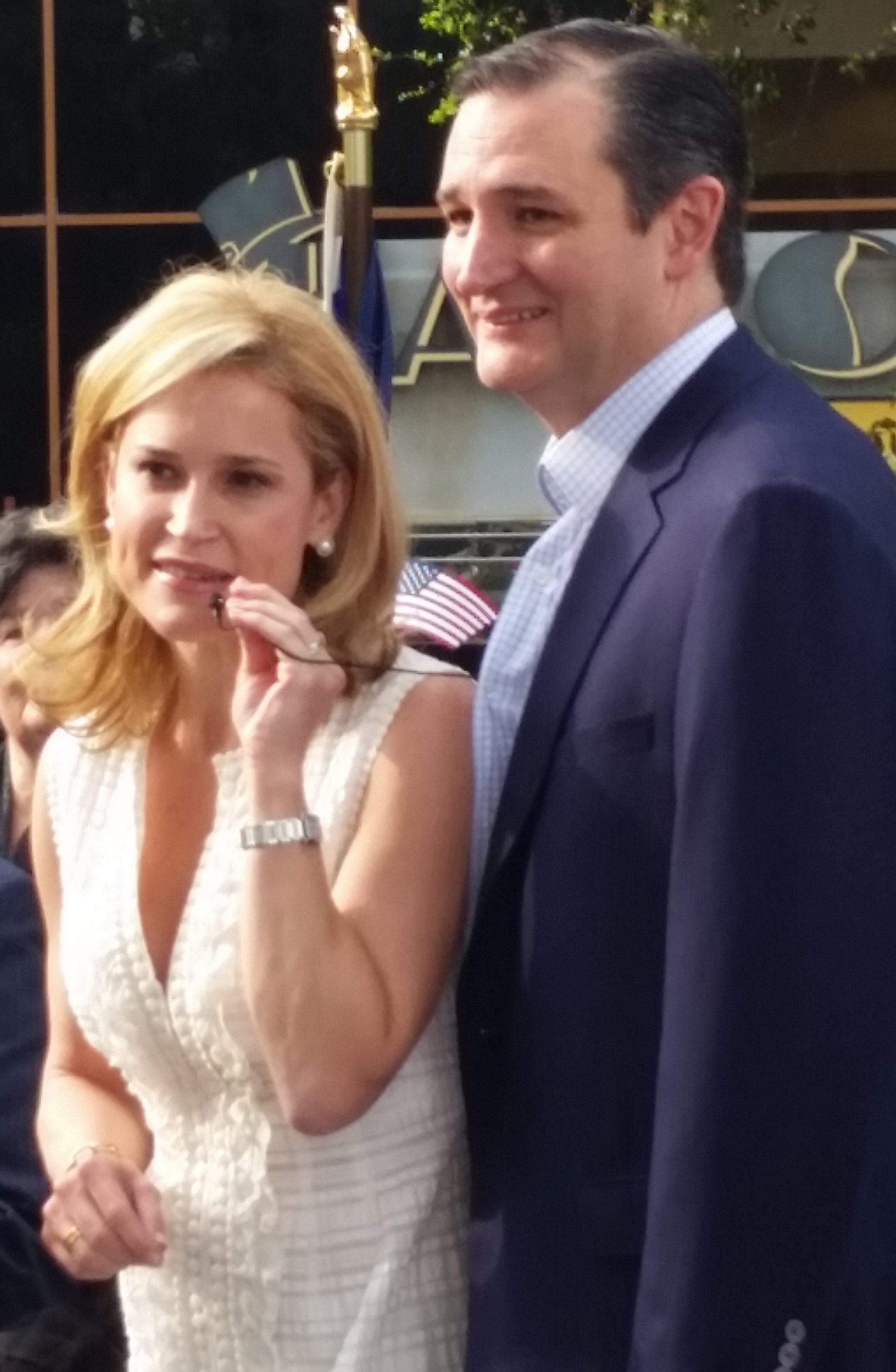
Heidi und Ted Cruz im März 2015 in Houston

Am 18. November 2020 sandte Ted Cruz gemeinsam mit den Senatoren Tom Cotton, Kelly Loeffler und Marco Rubio einen Brief an den amtierenden US-Präsidenten Donald Trump mit der Bitte, in der Westbank hergestellte Waren als „Made in Israel“ kennzuzeichnen.
Unter Führung von Ted Cruz forderte am 2. Januar 2021 eine Gruppe von elf Senatoren eine Prüfung der Wahlergebnisse der US-Präsidentschaftswahl 2020 in mehreren Bundesstaaten auf die unbelegten Vorwürfe des abgewählten Präsidenten Trump über angeblichen Wahlbetrug. Cruz und seine Mitstreiter sagten, dass sie gegen bestimmte Wahlleute stimmen würden, wenn der Kongress nicht sofort eine Wahlkommission einsetze, die die Betrugsvorwürfe prüfe. Zahlreiche Gerichte bis hin zum Supreme Court hatten Klagen von Trump und seinen Unterstützern in den Wochen davor abgewiesen (siehe hier).

## Familie
Ted Cruz lernte seine aus Kalifornien stammende Ehefrau Heidi im Jahre 2000 auf einer Wahlkampagne für George W. Bush kennen und heiratete sie 2001.
Heidi Cruz war Mitglied des Council on Foreign Relations und arbeitete danach bei Goldman Sachs. Das Paar hat zwei Töchter.

## Veröffentlichungen
- A Time for Truth. Reigniting the Promise of America. Broadside Books, New York 2015, ISBN 978-0-06-236561-3.
- One Vote Away. How a Single Supreme Court Seat Can Change History. Regnery Publishing, Washington 2020, ISBN 978-1-68451-134-1.
- Justice Corrupted: How the Left Weaponized Our Legal System. Regnery Publishing, 2022, ISBN 978-1-68451-361-1.
- Unwoke: How to Defeat Cultural Marxism in America. Regnery Publishing, 2023, ISBN 978-1-68451-362-8.